# Airbornebrug
De Airbornebrug is een plaatbrug over het Wilhelminakanaal in Best. Over de brug gaat de A2.
De vaste brug is gemaakt van beton en is gebouwd in 1986 bij de omlegging van de A2. De lengte van de brug bedraagt 290 meter en is twee maal 18,4 meter breed. De doorvaartwijdte bedraagt 24 meter.